# Хлоритовий сланець

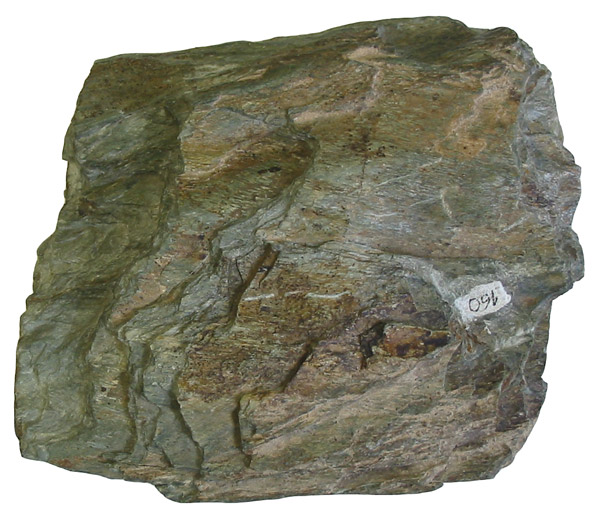
Хлоритовий сланець - різновид зелених сланців.

Хлоритовий сланець (рос. хлоритовый сланец, англ. chlorite schist, chlorite slate; нім. Chloritschiefer m) – метаморфічна сланцювата гірська порода зеленого або зеленувато-чорного кольору з лускатою або лускувато-зернистою текстурою. Складається г.ч. з хлориту, карбонатів, кварцу, польового шпату, часто присутній тальк, слюда, ґранат, турмалін, магнетит. Утворюється в фації зелених сланців.